# Liste der Monuments historiques in Angers
Die Liste der Monuments historiques in Angers führt die Monuments historiques in der französischen Stadt Angers auf.

## Liste der Bauwerke
| Bezeichnung                            | Beschreibung | Standort                                                         | Kennzeichnung | Schutzstatus   | Datum | Bild           |
| -------------------------------------- | ------------ | ---------------------------------------------------------------- | ------------- | -------------- | ----- | -------------- |
| Kloster Saint-Nicolas                  |              | 2, rue Ambroise-Paré (Lage)                                      | PA00108862    | Inscrit        | 1955  | weitere Bilder |
| Kloster Saint-Serge                    |              | 1 avenue Marie-Talet (Lage)                                      | PA00108863    | Classé         | 1840  | weitere Bilder |
| Abtei Toussaint                        |              | 31 bis rue Toussaint (Lage)                                      | PA00108864    | Classé         | 1902  | weitere Bilder |
| Ehemaliges Grand séminaire Saint-Serge |              | 1 avenue Marie-Talet (Lage)                                      | PA49000025    | Inscrit        | 2000  | weitere Bilder |
| Palais du Tau                          |              | 2 rue du Chanoine Urseau 2 rue de l’Oisellerie (Lage)            | PA00108880    | Classé         | 1907  | weitere Bilder |
| Abtei Ronceray                         |              | Boulevard du Ronceray rue de la Censerie (Lage)                  | PA00108860    | Inscrit        | 1931  | weitere Bilder |
| Abtei Saint-Aubin d’Angers             |              | Mail de la Préfecture (Lage)                                     | PA00108861    | Inscrit        | 2007  | weitere Bilder |
| Compagnie française d’aviation         |              | Avenue René-Gasnier (Lage)                                       | PA49000042    | Inscrit        | 2004  |                |
| Kathedrale von Angers                  |              | Place Freppel (Lage)                                             | PA00108866    | Classé         | 1862  | weitere Bilder |
| Mausoleum der Familie Thouin           |              | Rue de la Bruyère im Parc de la communauté du Bon Pasteur (Lage) | PA00109446    | Inscrit        | 1992  |                |
| Schloss Angers                         |              | Promenade du Bout-du-Monde (Lage)                                | PA00108871    | Classé         | 1875  | weitere Bilder |
| Kirche St-Martin                       |              | 23 rue Saint-Martin 5 rue des Cloîtres Saint-Martin (Lage)       | PA00108873    | Classé         | 1928  | weitere Bilder |
| Ehemaliges Ursulinenkloster            |              | Rue des Ursules (Lage)                                           | PA00108869    | Inscrit        | 1935  | weitere Bilder |
| Ehemaliges Benediktinerinnenkloster    |              | 8 rue Vauvert (Lage)                                             | PA00108938    | Inscrit        | 1964  | weitere Bilder |
| Ehemaliges Augustinerkloster           |              | 8, 10 rue de la Harpe (Lage)                                     | PA00108874    | Inscrit        | 1978  | weitere Bilder |
| Ehemaliges Benediktinerkloster         |              | 3 place Albert-Cheux (Lage)                                      | PA00108940    | Classé         | 1946  | weitere Bilder |
| Couvent du Carmel                      |              | 39, 41 rue Lionnaise (Lage)                                      | PA00108875    | Classé         | 1963  | weitere Bilder |
| Kirche St-Laurent                      |              | 1 place du Tertre-Saint-Laurent (Lage)                           | PA00108877    | Classé         | 1965  | weitere Bilder |
| Kirche Notre-Dame des Victoires        |              | Place Louis-Imbach (Lage)                                        | PA49000059    | Inscrit        | 2006  | weitere Bilder |
| Dreifaltigkeitskirche                  |              | Place de la Laiterie (Lage)                                      | PA00108879    | Classé         | 1840  | weitere Bilder |
| Kirche St-Samson                       |              | 41 rue Boreau (Lage)                                             | PA00108878    | Inscrit        | 1972  | weitere Bilder |
| Kirche Ste-Thérèse                     |              | Place Sainte-Thérèse (Lage)                                      | PA49000064    | Inscrit        | 2006  | weitere Bilder |
| Gebäudeensemble im Cour des Tourelles  |              | 16 rue Beaurepaire (Lage)                                        | PA00109432    | Inscrit        | 1991  |                |
| Brunnen Pied-Boulet                    |              | Rue de la Baudrière Montée Saint-Maurice (Lage)                  | PA00108881    | Inscrit        | 1965  | weitere Bilder |
| Befestigungsanlage Saint Louis         |              | L’enceinte est classée avec la tour de la Haute-Chaîne (Lage)    | PA00108942    | Inscrit        | 1927  | weitere Bilder |
| Befestigungsanlage des Bas-Empire      |              | L’enceinte est classée avec l'ancien évêché (Lage)               | PA00108880    | Classé         | 1907  | weitere Bilder |
| Speicher Saint-Jean                    |              | Place du Tertre Saint Laurent (Lage)                             | PA00108882    | Classé         | 1914  | weitere Bilder |
| Krankenhaus                            |              | 3 rue Larrey (Lage)                                              | PA00108896    | Classé         | 1930  | weitere Bilder |
| Hôtel                                  |              | 32 rue de l’Hommeau (Lage)                                       | PA00108921    | Inscrit        | 1963  | weitere Bilder |
| Hôtel Avril de la Roche                |              | 11 rue des Deux-Haies (Lage)                                     | PA00108920    | Inscrit        | 1925  |                |
| Hôtel Bessonneau                       |              | 15ter boulevard du Maréchal-Foch (Lage)                          | PA00132705    | Inscrit        | 1994  |                |
| Hôtel Bitault de la Raimberdière       |              | 14 rue Pocquet-de-Livonnières (Lage)                             | PA49000015    | Inscrit        | 1998  | weitere Bilder |
| Hôtel de Charnières                    |              | 31, 33, 35 place Louis-Imbach (Lage)                             | PA49000033    | Inscrit        | 2001  | weitere Bilder |
| Hôtel de Crespy                        |              | 21, 23 rue du Canal (Lage)                                       | PA00108886    | Inscrit        | 1983  | weitere Bilder |
| Hôtel de Flore                         |              | 14 rue Chevreul 80, 80bis rue du Mail (Lage)                     | PA00108898    | Inscrit        | 1977  | weitere Bilder |
| Hôtel de Flore                         |              | 16 rue Chevreul (Lage)                                           | PA00108899    | Inscrit        | 1977  | weitere Bilder |
| Hôtel de Flore                         |              | 18 rue Chevreul (Lage)                                           | PA00108900    | Inscrit        | 1977  | weitere Bilder |
| Hôtel de Flore                         |              | 20 rue Chevreul (Lage)                                           | PA00108901    | Inscrit        | 1977  | weitere Bilder |
| Hôtel de Flore                         |              | 22 rue Chevreul 15 rue des Cordeliers (Lage)                     | PA00108902    | Inscrit        | 1977  | weitere Bilder |
| Hôtel de Maquillé                      |              | 18 rue du Cornet 10, 10bis rue du Canal (Lage)                   | PA00108889    | Inscrit        | 1984  | weitere Bilder |
| Hôtel de Pincé                         |              | 32bis rue Lenepveu (Lage)                                        | PA00108892    | Classé         | 1875  | weitere Bilder |
| Hôtel de Thévalle                      |              | 19, 21 place Sainte-Croix 1 à 5 rue Toussaint (Lage)             | PA00108894    | Inscrit        | 1926  | weitere Bilder |
| Hôtel de Tinténiac                     |              | 9, 11 rue Malsou (Lage)                                          | PA00108905    | Classé         | 1984  | weitere Bilder |
| Hôtel Demarie                          |              | 39 bis 49 rue Jules-Guitton (Lage)                               | PA00135543    | Inscrit        | 1995  | weitere Bilder |
| Ehemaliges Krankenhaus Saint-Jean      |              | 2, 4 boulevard Arago (Lage)                                      | PA00108887    | Classé         | 1860  | weitere Bilder |
| Hôtel du Roi-de-Pologne                |              | 9 quai du Roi-de-Pologne (Lage)                                  | PA00108893    | Classé         | 1922  | weitere Bilder |
| Hôtel Barrault                         |              | 14 rue du Musée (Lage)                                           | PA00108909    | Classé         | 1902  | weitere Bilder |
| Hôtel de la Cornelevrière              |              | 1 place (impasse ?) Saint-Éloi (Lage)                            | PA00108907    | Inscrit        | 1947  | weitere Bilder |
| Hôtel                                  |              | 3 place Saint-Eloi (Lage)                                        | PA00108908    | Inscrit        | 1947  |                |
| Kanonikerhaus Sainte-Croix             |              | 5 rue Saint-Aignan (Lage)                                        | PA00132703    | Inscrit        | 1994  | weitere Bilder |
| Hôtel de Cunault                       |              | 18 rue de Donadieu-de-Puycharic (Lage)                           | PA00108911    | Inscrit Classé | 1968  | weitere Bilder |
| Hôtel des Pénitentes                   |              | 21, 23 boulevard Descazeaux (Lage)                               | PA00108891    | Classé         | 1902  | weitere Bilder |
| Hôtel d’Andigné                        |              | 5 rue de la Harpe grande impasse Lanchenault (Lage)              | PA00108884    | Inscrit        | 1980  | weitere Bilder |
| Hôtel Drouet                           |              | 7 place de la Paix (Lage)                                        | PA00108931    | Classé         | 1965  | weitere Bilder |
| Hôtel Goyer                            |              | Cour des Tourelles d’Angers 16 rue Beaurepaire (Lage)            | PA00109432    | Inscrit        | 1991  |                |
| Hôtel Joubert-Bonnaire                 |              | 12 rue Chevreul (Lage)                                           | PA00108919    | Inscrit        | 1978  | weitere Bilder |
| Hôtel Marcouault                       |              | 1 rue de l’Hommeau (Lage)                                        | PA00108888    | Inscrit        | 1965  | weitere Bilder |
| Hôtel Mauvif de Montergon              |              | 15, 17 rue Malsou (Lage)                                         | PA00108926    | Inscrit        | 1965  | weitere Bilder |
| Hôtel Montrieux                        |              | 3 boulevard du Maréchal-Foch (Lage)                              | PA00108890    | Classé         | 1990  | weitere Bilder |
| Hôtel Nepveu d’Urbé                    |              | 2 place Falloux (Lage)                                           | PA00108885    | Inscrit        | 1983  | weitere Bilder |
| Hôtel Tessier de la Motte              |              | 85 rue du Mail (Lage)                                            | PA00108895    | Inscrit        | 1975  | weitere Bilder |
| Hôtel Tremblier de la Varenne          |              | 19 rue du Canal (Lage)                                           | PA00108883    | Classé Inscrit | 1965  | weitere Bilder |
| Maison bleue                           |              | 25 rue d’Alsace 10 boulevard Maréchal-Foch (Lage)                | PA49000016    | Inscrit        | 1998  | weitere Bilder |
| Institution Mongazon                   |              | Rue Colombier rue Saint-Léonard (Lage)                           | PA49000076    | Inscrit        | 2008  | weitere Bilder |
| Hôtel Mame                             |              | 10 bis 14 boulevard Bessonneau (Lage)                            | PA00108895    | Inscrit        | 1975  | weitere Bilder |
| Leprosenanstalt Saint-Lazare           |              | 64, 66 rue Saint-Lazare (Lage)                                   | PA00109445    | Inscrit        | 1992  | weitere Bilder |
| Haus                                   |              | 38 rue Baudrière (Lage)                                          | PA00108912    | Inscrit        | 1926  |                |
| Haus                                   |              | 49 rue Beaurepaire 4 rue Grille (Lage)                           | PA00108913    | Inscrit        | 1968  |                |
| Haus                                   |              | 57 rue Beaurepaire 3 rue Pinte (Lage)                            | PA00108897    | Classé         | 1921  |                |
| Haus                                   |              | 59 rue Beaurepaire (Lage)                                        | PA00108914    | Classé         | 1921  |                |
| Haus                                   |              | 61 rue Beaurepaire (Lage)                                        | PA00108915    | Inscrit        | 1925  |                |
| Haus                                   |              | 63 rue Beaurepaire (Lage)                                        | PA00108916    | Inscrit        | 1925  |                |
| Haus                                   |              | 65 rue Beaurepaire (Lage)                                        | PA00108917    | Classé         | 1963  |                |
| Hôtel Sabart                           |              | 11 place de la Laiterie (Lage)                                   | PA00108922    | Classé         | 1963  | weitere Bilder |
| Hôtel Sabart                           |              | 13 place de la Laiterie (Lage)                                   | PA00108923    | Classé         | 1963  | weitere Bilder |
| Haus                                   |              | 17, 19 place de la Laiterie (Lage)                               | PA00108924    | Inscrit        | 1964  |                |
| Haus                                   |              | 2 rue Lenepveu place du Pilori (Lage)                            | PA00108925    | Inscrit        | 1964  |                |
| Haus                                   |              | 14 rue Lionnaise (Lage)                                          | PA00108904    | Inscrit        | 1986  |                |
| Haus                                   |              | 17 rue Montault (Lage)                                           | PA00108927    | Classé         | 1922  |                |
| Haus                                   |              | 5 rue de l’Oisellerie (Lage)                                     | PA00108928    | Classé         | 1962  |                |
| Haus                                   |              | 7 rue de l’Oisellerie (Lage)                                     | PA00108929    | Classé         | 1962  |                |
| Haus                                   |              | 9 rue de l’Oisellerie (Lage)                                     | PA00108930    | Inscrit        | 1963  |                |
| Haus                                   |              | 25 rue Toussaint (Lage)                                          | PA00108935    | Inscrit        | 1965  |                |
| Maison d’Adam et Ève                   |              | Rue Montault Place Sainte-Croix (Lage)                           | PA00108927    | Classé         | 1922  |                |
| Geschäftshaus                          |              | Cour des Tourelles d’Angers 16 rue Beaurepaire (Lage)            | PA00109432    | Inscrit        | 1991  |                |
| Maison Simon Poisson                   |              | 67 rue Beaurepaire (Lage)                                        | PA00108918    | Classé         | 1963  | weitere Bilder |
| Chapelle de la Barre                   |              | 159 rue de la Barre (Lage)                                       | PA00108867    | Classé         | 1930  | weitere Bilder |
| Château d’Orgemont                     |              | 280 rue du château-d’Orgemont (Lage)                             | PA00108872    | Classé         | 1965  | weitere Bilder |
| Maison Desprez                         |              | 21 rue Saint-Laud (Lage)                                         | PA00108933    | Classé         | 1921  |                |
| Maison du Croissant                    |              | 7 rue des Filles-Dieu (Lage)                                     | PA00108903    | Classé         | 1961  | weitere Bilder |
| Auberge de la Tête noire               |              | 4 rue Saint-Aubin (Lage)                                         | PA00108865    | Inscrit        | 1931  | weitere Bilder |
| Maison du Dormeur                      |              | Cour des Tourelles d’Angers 16 rue Beaurepaire (Lage)            | PA00109432    | Inscrit        | 1991  |                |
| Haus                                   |              | 17, 17bis rue Saint-Nicolas (Lage)                               | PA00108934    | Inscrit        | 1963  |                |
| Maison de la Cloche                    |              | 9, 9 bis rue des Poëliers (Lage)                                 | PA00108932    | Inscrit        | 1929  |                |
| Maison Tafoureau-Michel                |              | 6 rue Pocquet-de-Livonnières (Lage)                              | PA00125640    | Inscrit        | 1993  |                |
| Maison Clairière                       |              | 19 boulevard du Roi-René (Lage)                                  | PA49000043    | Inscrit        | 2004  |                |
| Manoir de Haute-Folie                  | Herrenhaus   | 1, 3, (5 ?) rue du Docteur-Guichard (Lage)                       | PA00108910    | Inscrit        | 1968  |                |
| Manoir de Villechien                   | Herrenhaus   | 12 chemin de Villechien (Lage)                                   | PA00108937    | Inscrit        | 1987  |                |
| Manoir des Tourelles                   | Herrenhaus   | Cour des Tourelles d’Angers 16 rue Beaurepaire (Lage)            | PA00109432    | Inscrit        | 1991  |                |
| Manoir du Grand-Nozay                  | Herrenhaus   | 14 chemin de Nozay (Lage)                                        | PA00108936    | Inscrit        | 1964  | weitere Bilder |
| Kapelle Notre-Dame-de-Pitié            |              | Place du Tertre-Saint-Laurent (Lage)                             | PA00108941    | Classé         | 1992  | weitere Bilder |
| Justizpalast                           |              | Rue Waldeck-Rousseau (Lage)                                      | PA00108939    | Inscrit        | 1975  | weitere Bilder |
| Pfarrhaus St-Michel-la-Palud           |              | 16 rue du Musée (Lage)                                           | PA00108906    | Inscrit        | 1947  | weitere Bilder |
| Prieuré de la Papillaie                |              | 10 chemin de la Papillaie (Lage)                                 | PA00108868    | Inscrit        | 1970  | weitere Bilder |
| Prieuré de Saint-Augustin-lès-Angers   |              | 16 chemin du Prieuré (Lage)                                      | PA00108876    | Classé         | 1960  | weitere Bilder |
| Temple protestant                      |              | Rue du Musée (Lage)                                              | PA00108870    | Inscrit        | 1969  | weitere Bilder |
| Gefängnis                              |              | Place Olivier-Girau (Lage)                                       | PA49000008    | Inscrit        | 1997  | weitere Bilder |
| Brunnen                                |              | 16, 18 rue Donadieu-de-Puycharic (Lage)                          | PA00108911    | Classé         | 1968  |                |
| Tour des Anglais                       |              | Rue Larrey boulevard Daviers (Lage)                              | PA00108942    | Inscrit        | 1927  | weitere Bilder |

## Liste der Objekte

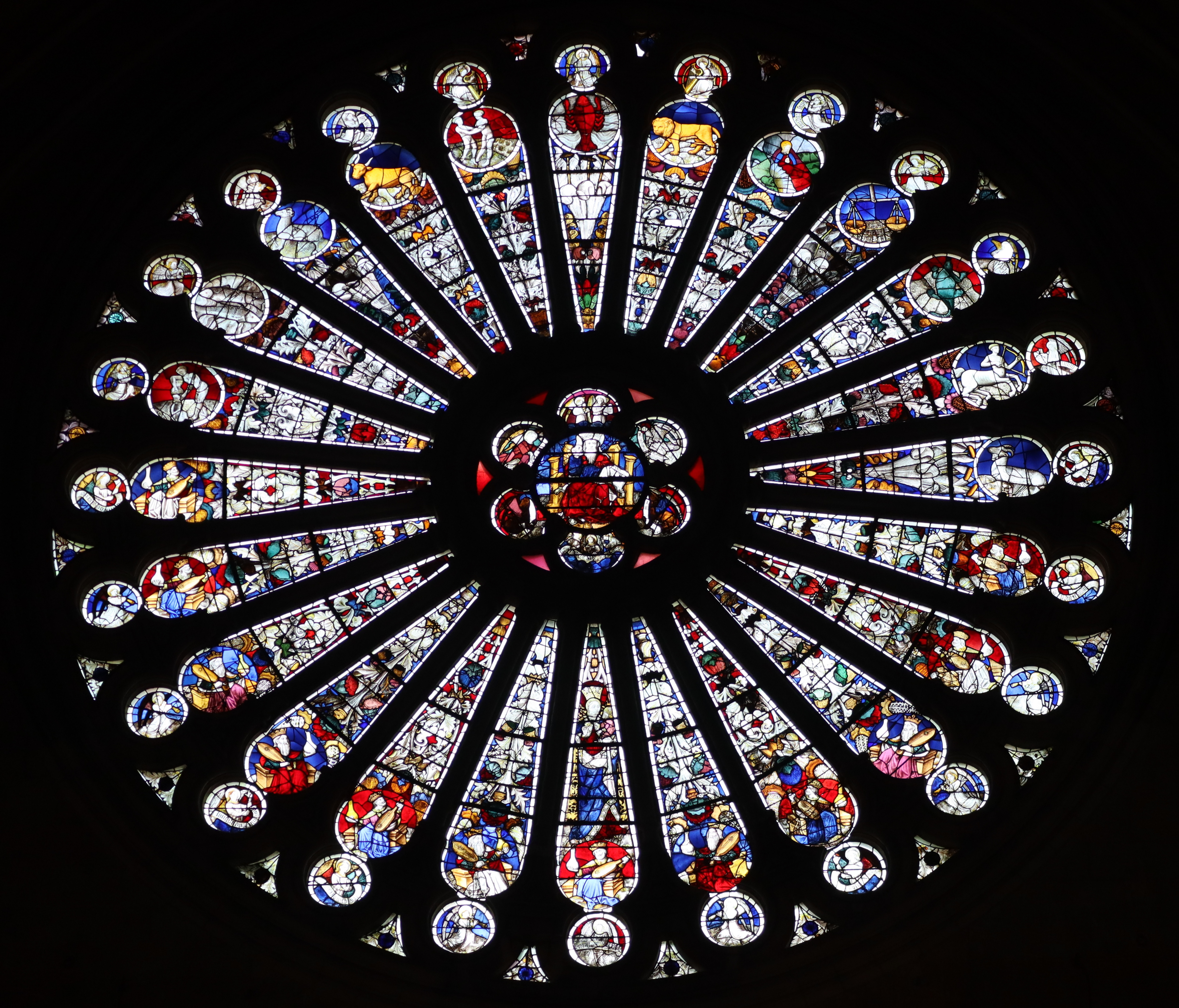
Fensterrose aus dem 15. Jahrhundert in der Kathedrale

- Monuments historiques (Objekte) in Angers in der Base Palissy des französischen Kultusministeriums